# Дорийски диалект
Дорийският диалект е диалект на старогръцкия език, говорен около XIX-II век пр. Хр. в различни части на Средиземноморието.
Той е свързан дорийците, като се предполага, че се формира в Епир или още по на север в Балканския полуостров. В античната литература дорийски е наричан диалектът, говорен в южната и източна част на Пелопонес (включително в Спарта, Коринт и Аргос), както и в колониите на местните полиси – на Крит, Родос, Сицилия и други. Днес често към дорийския се отнасят и много близките диалекти от северен и западен Пелопонес и на север до Епир. Някои хипотези отнасят към дорийските диалекти и слабо документирания древномакедонски език. Към II век пр. Хр. дорийският диалект е до голяма степен изместен от общогръцкото койне, но в някои области се запазва по-дълго, като от него произлиза съвременият цаконски език.